# Boston Society of Film Critics Awards 2014
La 35ª edizione dei Boston Society of Film Critics Awards si è svolta il 7 dicembre 2014.

## Premi

### Miglior film
- Boyhood, regia di Richard Linklater
  - 2º classificato: Birdman, regia di Alejandro González Iñárritu

### Miglior attore
- Michael Keaton - Birdman
  - 2º classificato: Timothy Spall - Turner (Mr. Turner)

### Migliore attrice
- Marion Cotillard - Due giorni, una notte (Two Days, One Night) e C'era una volta a New York (The Immigrant)
  - 2º classificato: Hilary Swank - The Homesman

### Miglior attore non protagonista
- J. K. Simmons - Whiplash
  - 2º classificato: Edward Norton - Birdman

### Migliore attrice non protagonista
- Emma Stone - Birdman
  - 2º classificato: Laura Dern - Wild

### Miglior regista
- Richard Linklater - Boyhood
  - 2º classificato: Clint Eastwood - American Sniper

### Migliore sceneggiatura
- Richard Linklater - Boyhood
- Alejandro González Iñárritu, Nicolás Giacobone, Alexander Dinelaris ed Armando Bo - Birdman
  - 2º classificato: Mike Leigh - Turner (Mr. Turner)

### Miglior fotografia
- Emmanuel Lubezki - Birdman
  - 2º classificato: Dick Pope - Turner (Mr. Turner)

### Miglior montaggio
- Sandra Adair - Boyhood
  - 2º classificato: Joel Cox e Gary D. Roach - American Sniper

### Migliori musiche
- Vizio di forma (Inherent Vice)
  - 2º classificato: Whiplash

### Miglior documentario
- Citizenfour, regia di Laura Poitras
  - 2º classificato: Jodorowsky's Dune, regia di Frank Pavich

### Miglior film in lingua straniera
- Due giorni, una notte (Deux jours, une nuit), regia di Jean-Pierre e Luc Dardenne  ·  Belgio
  - 2º classificato: Ida, regia di Paweł Pawlikowski  ·   Polonia

### Miglior film d'animazione
- La storia della Principessa Splendente (かぐや姫の物語 Kaguya-hime no monogatari), regia di Isao Takahata
  - 2º classificato: The LEGO Movie, regia di Phil Lord e Christopher Miller

### Miglior regista esordiente
- Dan Gilroy - Lo sciacallo - Nightcrawler (Nightcrawler)
  - 2º classificato: Gillian Robespierre - Il bambino che è in me - Obvious Child (Obvious Child)

### Miglior cast
- Boyhood
  - 2º classificato: Birdman